# Demografia do Quénia

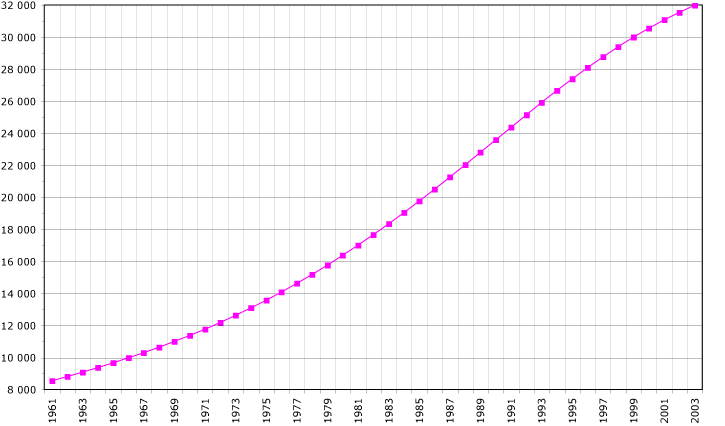
Demografia do Quénia.

A seguir apresentam-se alguns índices sobre a demografia do Quénia estimados para julho de 2006 pelo The World Factbook da CIA.
- População: 34.707.817 habitantes
- Estrutura etária:
  - 0-14 anos: 42,6%
  - 15-64 anos: 55,1%
  - 65 anos ou mais: 2,3%
- Idade mediana: 18,2 anos
- Taxa de crescimento populacional: 2,57%
- Taxa de natalidade: 39,72 nasc. por mil hab.
- Taxa de fecundidade total (TFT): 4,91 filhos por mulher
- Taxa de mortalidade: 14,02 óbitos por mil hab.
- Taxa de mortalidade infantil: 59,26 óbitos por mil hab.